# A Földlakók nemi élete
A Földlakók nemi élete (eredeti cím: The Mating Habits of the Earthbound Human) egy 1999-es amerikai áldokumentumfilm, melyet Jeff Abugov írt és rendezett. A főbb szerepekben Carmen Electra és Mackenzie Astin láthatók, a narrátor David Hyde Pierce.

## Cselekmény
A narrátor, mintha egy idegen faj képviselője lenne, egy 20. század végi partnerkapcsolatot narrál végig úgy, mintha az egy természetfilm lenne. A történéseket folyamatosan kommentálja, néha egészen furcsa következtetéseket levonva, ráadásul a történéseket időről időre vizuális gegek szakítják meg, melyeket szemléltetésül alkalmaz. Nagyjából arra a következtetésre jut, hogy az emberek, bolygójuk többi lényével ellentétben, meglehetősen másként élik meg a fajfenntartást.
Billy, a fiatal férfi egy éjszakai bárban megismerkedik a gyönyörű Jenny Smith-szel. Különféle mókás helyzetek végén összejönnek, de Billy mindvégig nem hajlandó kimondani, hogy szereti Jennyt, mert fél attól, hogy "csapdába" esik, amelytől legjobb barátja is óvja. Rengeteget szeretkeznek, de a védekezésnek számos módját alkalmazzák. Egy év elteltével kiruccannak vidékre, ahol azonban nem tudnak védekezni, és ezért Jenny teherbe esik. Billy azonban el akarja vetetni a gyereket, mert azt hiszi, hogy ez a csapda, amivel bezárják őt a házasságba. Összevesznek, és mindketten a barátaikhoz mennek. Jenny ellátogat egy abortuszklinikára, Billy viszont rájön, hogy ostobaságot csinált, és meggyőzi a nőt arról, hogy szereti, és hogy összeházasodhatnak. A film a házassággal, és közös gyerekük születésével ér véget.

## Főszereplők
| Színész            | Szerep                    | Magyar hang       |
| ------------------ | ------------------------- | ----------------- |
| David Hyde Pierce  | Narrátor                  | Helyey László     |
| Mackenzie Astin    | A hím                     | Markovics Tamás   |
| Carmen Electra     | A nőstény                 | Biró Anikó        |
| Markus Redmond     | A hím barátja             | Dózsa Zoltán      |
| Lucy Liu           | A nőstény barátnője       | Roatis Andrea     |
| Lisa Rotondi       | A nőstény ledér barátnője | Braun Rita        |
| Sharon Wyatt       | A hím anyja               | Bessenyei Emma    |
| Jack Kehler        | A hím apja                | Horányi László    |
| Leo Rossi          | A nőstény apja            | ?                 |
| Antonette Saftler  | A nőstény anyja           | ?                 |
| Marc Blucas        | A nőstény exbarátja       | ?                 |
| Anne Gee Byrd      | A nőstény főnöke          | ?                 |
| Eric Kushnick      | A nőstény testvére        | ?                 |
| Linda Porter       | A bölcs öreg hölgy        | Gyimesi Pálma     |
| Tyler Abugov       | A nőstény elképzelt fia   | ?                 |
| Lynn Ann Leveridge | A nagydarab nőstény       | ?                 |
| Adam Abugov        | A hím kölyökként          | ?                 |
| Billy Morts        | Az expasi barátja         | ?                 |
| Noah M. Breedon    | A csecsemő                | (eredeti nyelven) |